# Hầu Thành
Hầu Thành (chữ Hán: 侯成; bính âm: Hou Cheng) (? - ?) là một viên bộ tướng phục vụ dưới trướng quân phiệt Lã Bố vào cuối thời Đông Hán trong lịch sử Trung Quốc.

## Cuộc đời
Hầu Thành, không rõ tên tự, là tướng lĩnh dưới trướng chư hầu Lã Bố. Trong quân đội của Lã Bố, Hầu Thành chơi thân với Tống Hiến và Ngụy Tục.
Khi đầu quân dưới trướng Lã Bố, Hầu Thành cũng từng lập chiến công khi ông gửi một thân tín ra ngoài thành Hạ Phì đi thu gom và mua ngựa để bổ sung cho lực lượng của Lã Bố, sau khi mua được 15 con ngựa, người thân tín này liền quay hướng về phía quân Lưu Bị. Hầu Thành nhận được tin cấp báo lập tức đuổi theo để đòi lại những con ngựa này.
Để ghi nhận chiến công này, các đồng liêu của ông tụ tập mở một bữa tiệc để ăn mừng và uống rượu và ông có mang đến một ít rượu biếu Lã Bố để tỏ lòng kính trọng đồng thời nhân đây báo công lên Lã Bố. Tuy nhiên Lã Bố tức giận vì ông đã vi phạm lệnh cấm uống rượu của Lã Bố. Hầu Thành cả sợ đã đem đổ rượu và hủy bữa tiệc mừng công này.
Năm 199, khi Tào Tháo tiến đánh Lã Bố trong trận Hạ Phì, Lã Bố bại trận liên tiếp, binh tướng đều chán nản. Hầu Thành cùng hai tướng lĩnh khác là Ngụy Tục và Tống Hiến phản bội Lã Bố, bắt trói Lã Bố cùng với quân sư Trần Cung dâng cho Tào Tháo. Tào Tháo sau đó đã hành quyết Lã Bố.

## Trong văn hóa
Trong tác phẩm Tam quốc diễn nghĩa của nhà văn La Quán Trung Hầu Thành xuất hiện ở hồi 11, là một trong tám kiện tướng (八健將) đứng hộ tống Lã Bố tại Bộc Dương.
Khi quân Lã Bố có một số thắng lợi nhỏ với Tào Tháo, Hầu Thành vì muốn mừng thắng lợi nên đã đem rượu đến chúc mừng Lã Bố. Nhưng hiện Lã Bố đang có lệnh cấm rượu, vì vậy ông đã phạt Hầu Thành 50 trượng, vì quá ấm ức bất mãn nên Hầu Thành đã bàn với Ngụy Tục và Tống Hiến cùng làm phản. Hầu Thành trộm Xích Thố của Lã Bố rồi lẻn khỏi thanh đem đến dâng Tào Tháo. Tào Tháo phát động tấn công quyết liệt, Lã Bố phải đích thân lên tường thành phòng thủ, đánh từ sáng đến trưa, Bố mệt quá thiếp đi tại Bạch Môn lâu. Tống Hiến cùng Ngụy Tục nhân cơ hội trói chặt Lã Bố và treo cờ trắng đầu hàng. Họ quăng cây Phương thiên kích của Lã Bố xuống làm bằng chứng. Tào Tháo cho quân tràn vào thành.